# Zbigniew Jakubek
Zbigniew Jakubek (ur. 18 kwietnia 1962 we Wrocławiu, zm. 1 maja 2023) – polski pianista, aranżer, kompozytor. W swojej karierze związany był z takimi gatunkami muzycznymi jak jazz, fusion, muzyka akustyczna, ale także pop.

## Życiorys
Zbigniew Jakubek był absolwentem Wydziału Jazzu Akademii Muzycznej w Katowicach. Jego droga muzyczna rozpoczęła się od studenckich formacji. W 1983 roku zaistniał New Coast, chwile później Still Another Sextet – zwycięzca Grand Prix Jazz Juniors 1984. Rok później powstał Walk Away.
Kariera zespołowa rozpoczęła się od zdobycia głównej nagrody festiwalu Jazz nad Odrą 1985. Przez lata, wspólnie koncertując, przyjęli zaproszenia na wiele światowych festiwali, zagrali setki koncertów w ramach licznych tras koncertowych. 12 lat współtworzenia tej znakomitej formacji zaowocowało dziewięcioma nagranymi płytami. Praktycznie rokrocznie zespół zdobywał miano „zespołu elektrycznego roku” w ankiecie „Jazz Top” czytelników „Jazz Forum”. W 1988 roku otrzymał 
Nagrodę Artystyczną Młodych im. S. Wyspiańskiego II stopnia za „Osiągnięcia w Dziedzinie Jazzowej”.
Epizodem w historii zespołu z 1990 był udział jako support w trasie koncertowej Milesa Davisa po Niemczech.
Jakubek grał w powstałym w 1986 roku „Young Power”. W 1993 roku wspólnie z Bernardem Maseli założyli duet „Back In”, poszerzany później o znakomitego perkusistę Nippy Noya z Indonezji. Od połowy lat 90. zagrał wiele tras koncertowych: 1996 – Frank Gambale Tour, 1997 – Didier Lockwood Tour, „Susan Weinert & Cezary Konrad Band”, 2005 – „Polish – American Summer Dream Band” ze Steve Loganem. Koncertował również z takimi artystami jak: Eric Marienthal, David Fiuczynski, Mino Cinelu, Chester Thompson, David Friesen, Cindy Blackman, Carmine Appice. Współpracował też z większością nazwisk polskiej sceny jazzowej lat 80. i 90.: Urszulą Dudziak, Ewą Bem, Grażyną Łobaszewską, Markiem Bałatą, Ewą Urygą, Lorą Szafran oraz wieloma innymi.
Rok 2002 był początkiem działalności kwartetu „Ścierański, Napiórkowski, Jakubek, Dąbrówka”. W 2004 roku powstał „Zbigniew Jakubek Quartet”, który współtworzą na scenie: Marek Raduli, Tomasz Grabowy i Artur Lipiński. To bardzo ważna muzycznie formacja, efekt doświadczeń wielu lat scenicznej i muzycznej egzystencji. W 2003 roku został wykładowcą Instytutu Muzyki Uniwersytetu Rzeszowskiego.
Oprócz działalności związanej ze sceną jazzową, od 1985 roku Zbigniew Jakubek współpracował z wieloma znanymi artystami polskiej sceny pop, takimi jak: M. Szcześniak, M. Jeżowska, L. Szafran, R. Rynkowski, Z. Wodecki. Grał w orkiestrach: „Alex Band”, „Kukla Band”, „Big-band W. Pieregorólki”, „After Touch”, które wspierał również jako aranżer. Wziął udział w większości polskich festiwali piosenki. Współpracował z Polską Orkiestrą Radiową. Zrealizował wiele nagrań jako sideman. Był również koproducentem piosenki Mietka Szcześniaka na Eurowizję 1999.

## Wybrana dyskografia

### Pop
- 1991 Full – Maryla Rodowicz
- 1996 Audiobiografia – Jacek Cygan
- 2002 Kiedyś – Mietek Szcześniak
- 2002 Nic nie dane jest na zawsze – Marek Torzewski
- 2010 Tomasz Szymuś Orkiestra – Tomasz Szymuś

### Jazz
- 1986 Penelopa – Walk Away
- 1986 Young Power – Young Power
- 1989 Nam hyo ho renge kyo – Young Power
- 1989 Walk Away – Walk Away
- 1989 Magic Lady – Walk Away & Urszula Dudziak
- 1990 Live – Walk Away
- 1993 Saturation – Walk Away
- 1994 Wooden Soul – Jacek Niedziela
- 1994 Tylko Chopin – Lora Szafran
- 1995 Electric Live – Back In
- 1995 F/X – Walk Away
- 1997 Absolutely Live – Frank Gambale
- 2004 Queen Of The Night Street – Walk Away
- 2006 Live in Opole – Ścierański, Napiórkowski, Dąbrówka, Jakubek